# مقاطعة ويك (كارولاينا الشمالية)
مقاطعة ويك (بالإنجليزية: Wake County)‏ هي إحدى مقاطعات ولاية كارولاينا الشمالية في الولايات المتحدة الأمريكية. مركز المقاطعة أو مقعدها هي مدينة رالي. تأسست هذه المقاطعة سنة 1771.أصل هذه المقاطعة يأتي من: مقاطعة كومبرلاند، مقاطعة جونستون, ومقاطعة أورانج.

## أعلام
- جين هارلو
- ويليام دبليو. وود
- دارين جاكسون